# Natz-Schabs
Natz-Schabs ([nats-ʃaps]; italienisch Naz-Sciaves) ist eine Gemeinde mit 3462 Einwohnern (Stand 31. Dezember 2024) in Südtirol (Italien) in der Nähe der Stadt Brixen.

## Geografie
Das Gemeindegebiet liegt im Norden des Brixner Talkessels, wo das von Nordwesten zulaufende Wipptal und das von Nordosten kommende Pustertal im Eisacktal aufgehen. Natz-Schabs nimmt dabei den Großteil eines Plateaus ein, das im Westen vom Eisack, im Osten von der Rienz und im Norden von Ausläufern der zu den Zillertaler Alpen gerechneten Pfunderer Berge umgrenzt wird. Über dieses Plateau verteilen sich die fünf Dörfer der Gemeinde: Aicha (750 m), Natz (900 m), Raas (800 m), Schabs (800 m) und Viums (900 m). 
Südlich grenzt Natz-Schabs an die Stadtgemeinde Brixen, deren Fraktion Elvas das südlichste Dorf des Plateaus darstellt. Im Westen verläuft die Grenze zu Vahrn größtenteils entlang der vom Plateau Richtung Neustift und Rigge abfallenden Hänge, weiter nördlich dann im Eisack. Bei Aicha, am Ausgang des Wipptals, umfasst das Gemeindegebiet auch einen Teil des Franzensfester Stausees, der größtenteils zur Gemeinde Franzensfeste gehört. Nordseitig stößt Natz-Schabs an Mühlbach. Im Osten bildet der schluchtartige Unterlaufs der Rienz die Grenze zu Rodeneck und Lüsen.

## Geschichte
Die Gegend war bereits in grauer Vorzeit besiedelt. Archäologische Funde wurden am Weingart- und Ochsenbühel bei Aicha gemacht, aber auch im Bereich der Schabser Feuerwehrhalle sowie am Stögerbühel. Auch die Ebene von Natz war nachweislich bewohnt.
Natz wird ersturkundlich um ca. 1110/14 als Novts im Traditionsbuch des Hochstifts Freising genannt, als die Herren von Hagenau dem Domkapitel Freising dortigen Besitz als Seelgerät vermachten. Die Herkunft des alten Namens Scouves (urkundlich im Jahr 827 bezeugt) ist noch ungeklärt. Es könnte Traubenkamm (Stiel der Weintraube) bedeuten und die Nordgrenze des Tiroler Weinbaugebietes kennzeichnen. In der älteren Zeit wurde als Ortsangabe nicht in Schabs, sondern am, auf dem oder ab dem Schabs verwendet, der Name scheint ursprünglich ein Flurname gewesen zu sein.
Schabs bildete eine Malgrei des Gerichtes Rodenegg. 
1929 wurden Natz (das 1928 noch Elvas und Kranebitt an die Stadtgemeinde Brixen verloren hatte) und Schabs zur neuen Gemeinde Natz-Schabs fusioniert.
Von 1967 bis 1983 befand sich auf Gemeindegrund der Site Rigel, ein Atomsprengkopflager der NATO.

## Politik

### Bürgermeister
Bürgermeister seit 1952:
- Josef Unterkircher: 1952–1960
- Johann Überbacher: 1960–1966
- Franz Michaeler: 1966–1975
- Franz Baumgartner: 1975–1985
- Josef March: 1985–1995
- Marianna Überbacher: 1995–2007
- Peter Gasser: 2007–2015
- Andreas Unterkircher: 2015–2015
- Alexander Überbacher: seit 2015

### Wappen

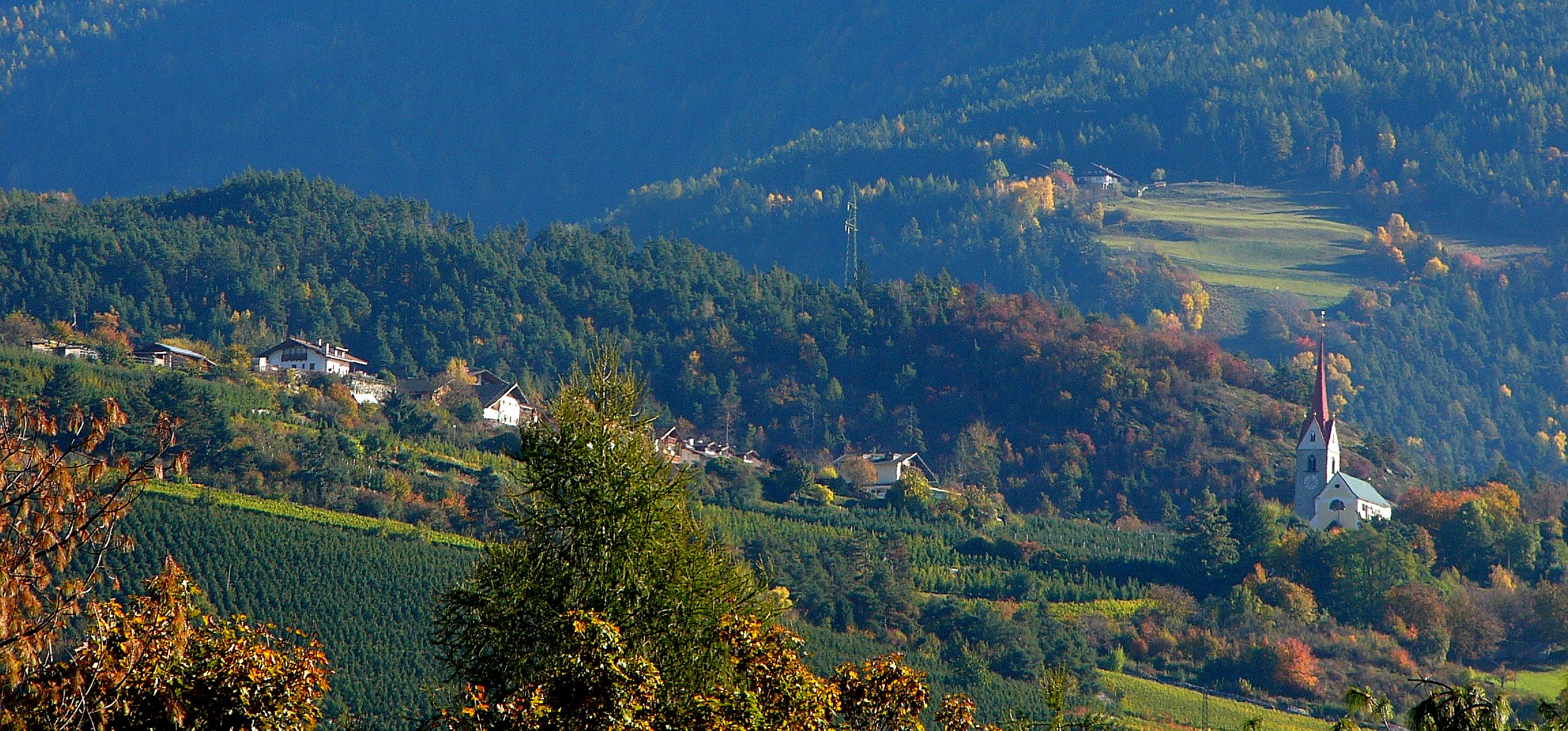
Schabs mit seiner Kirche St. Margareth

Das in Rot und Silber quergeteilte Wappen der Gemeinde Natz-Schabs zeigt als Schildfigur einen weißen Reiherkopf, aus dem nach unten rote Flammen schlagen. Es stammt von einem örtlich ansässigen Adelsgeschlecht, den Edlen von Sebs und Lyne, später Schabs. Dieses Geschlecht ist seit 1147 urkundlich belegt in Schabs ansässig, das Wappen wurde 1365 erstmals eingeführt.

## Bevölkerung
Natz-Schabs ist gemäß den erhobenen Sprachgruppenzugehörigkeitserklärungen bzw. Sprachgruppenzuordnungserklärungen eine weitgehend deutschsprachige Gemeinde. Als Berechnungsgrundlage der folgenden Prozentwerte wurden die gültigen Erklärungen von Personen mit italienischer Staatsbürgerschaft herangezogen.
| Sprache     | 1981    | 1991    | 2001    | 2011    | 2024    |
| ----------- | ------- | ------- | ------- | ------- | ------- |
| Deutsch     | 92,75 % | 92,90 % | 93,62 % | 93,54 % | 94,61 % |
| Italienisch | 6,68 %  | 6,08 %  | 5,39 %  | 5,49 %  | 4,42 %  |
| Ladinisch   | 0,57 %  | 1,01 %  | 0,99 %  | 0,97 %  | 0,96 %  |

## Bildung
In der Gemeinde gibt es vier Grundschulen für die deutsche Sprachgruppe, nämlich in Aicha, Natz, Raas und Schabs.

## Verkehr
Die Gemeinde Natz-Schabs wird von der SS 49 (inklusive ihrem Ast SS 49 bis), der Pustertalbahn und der Radroute 3 „Pustertal“ durchquert. Diese münden jeweils knapp westlich der Gemeindegrenze in die SS 12 bzw. A22, die Brennerbahn und die Radroute 1 „Brenner–Salurn“ ein.

## Vereine
In Natz-Schabs befinden sich mehrere Vereine, darunter
- die Freiwillige Feuerwehr Schabs: 1899 (in Folge des Dorfbrandes von 1897) gegründet, zählt sie heute ca. 45 Mitglieder und einen Fuhrpark, welcher 4 Fahrzeuge umfasst.[7] Die FF Schabs rückt etwa alle 10 Tage zu einem Einsatz aus und ist damit die einsatzstärkste Feuerwehr der Gemeinde.

- die Musikkapelle Schabs („MK Schabs“). Sie wurde 1984 gegründete und ist eine der jüngsten Musikkapellen in Südtirol. Sie zählt mittlerweile (2014) über 60 Mitglieder.[8]
- die Schützenkompanie Peter Kemenater
- der Amateursportverein Schabs
- die Heimatbühne Schabs
- der Kirchenchor Schabs
- die Musikkapelle Natz. Seit dem Jahr 1870 musizieren Musikanten und Musikantinnen aus Natz, Viums, Raas und Elvas gemeinsam für die weltlichen und kirchlichen Feste
- der Pfarrchor Natz.
- den Bildungsausschuss

## Sehenswürdigkeiten
- Kirche zur Hl. Margareth in Schabs mit Marienkapelle
- Kapelle "Urlaubstöckl" in Schabs
- Brunnen mit Büste von Jakob Auer (Bronze) in Natz, (Gründer des Bodenbewässerungskonsortiums auf dem Apfelhochplateau Natz-Schabs)
- Pfarrkirche zu den Hll. Philipp und Jakob in Natz
- St.-Magdalena-Kirche in Viums
- Herz-Jesu-Kapelle bei Schabs
- Filialkirche St. Ägidius in Raas
- Biotop Raier Moos bei Raas

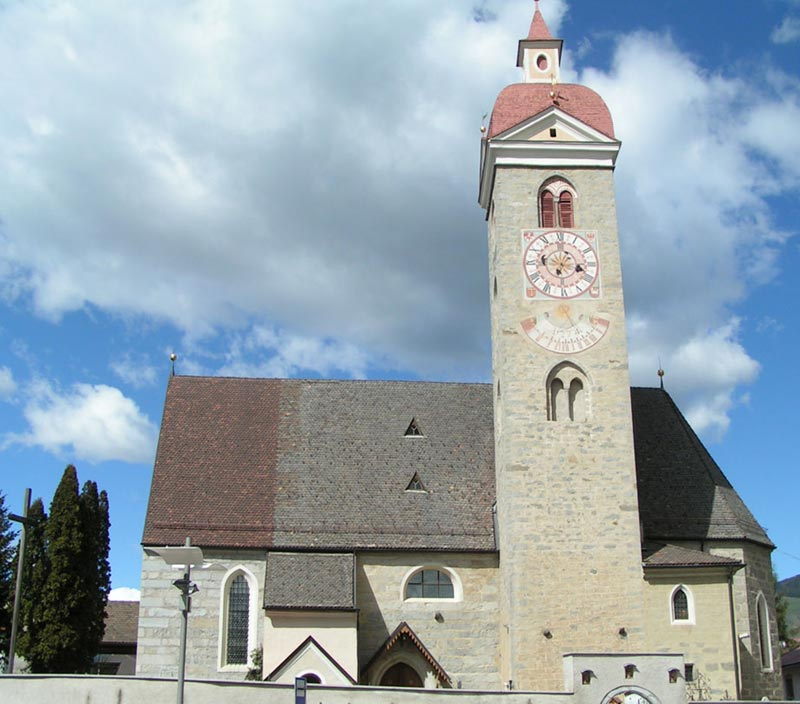
Kirche von Natz
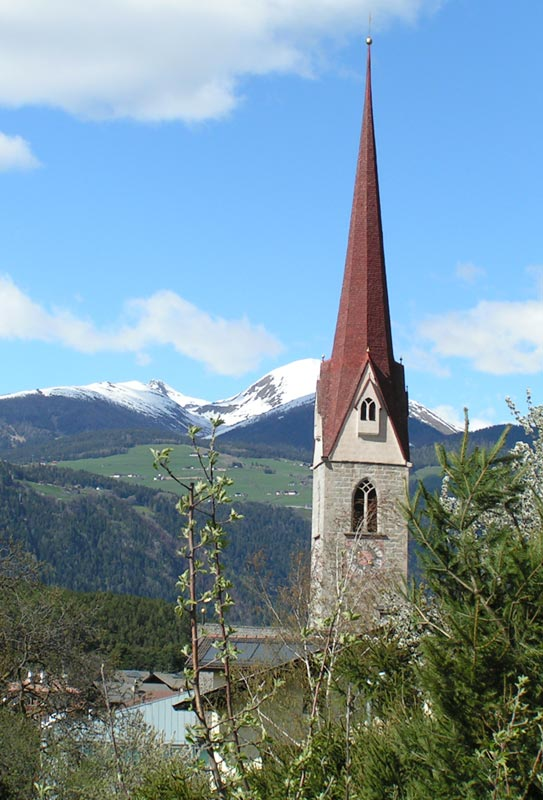
Kirche von Schabs zur Hl. Margareth

## Wirtschaft
Wichtigster Wirtschaftszweig der Gemeinde ist die Landwirtschaft, wobei neben der Viehhaltung auch der Obstanbau (Äpfel) sehr wichtig ist. Weitere Erwerbsgrundlagen sind Handwerk und Kleinindustrie sowie der Fremdenverkehr.

## Kultur
Die Gemeinde ist alljährlicher Gastgeber des AlpenFlair, das auf dem alten NATO-Areal stattfindet. Das Festival wird jährlich von ca. 40.000 Besuchern besucht und ist damit das größte Musikfestival Südtirols. Initiator des Festivals ist die Deutschrock-Band Frei.Wild.

## Persönlichkeiten
- Michael Klammer (* 1980), aus Aicha, Schauspieler (u. a. in der Serie Dr. Klein)
- Manuel Greifenberg (* 1985), aus Aicha, Weltmeister in Bodybuilding
- Aaron March (* 1986), aus Schabs. Snowboarder im Weltcup aus Schabs
- Josef March, aus Schabs, Architekt
- Josef Michaeler (1927–2007), römisch-katholischer Theologe und Kirchenhistoriker
- Papst Benedikt XVI. (1927–2022), seit 2011 Ehrenbürger der Gemeinde,[9] da seine Großmutter und Urgroßmutter aus Raas stammen
- Helmut Wolf aus Schabs, Silbermedaillen-Gewinner bei den Paralympics in Lillehammer